# ハルシオン・デイズ (漫画)
『ハルシオン・デイズ』は、山下友美の漫画。

## 概要
秋田書店『プリンセスGOLD』2004年3+4号から7+8月号に掲載された。
ハルシオン・デイズとは「安息の日々」を意味する。著者が薬剤師でもあることから、医薬品のハルシオンの名前から得たアイデアがもととなっているストーリー。夢魔（ナイトメア）であるハルを主人公とした、「眠り」をテーマとしたオムニバス形式の作品である。
シリアス路線であり、著者作品の持ち味であるウィットはやや抑えられている。